# Neue Tschaikowsky-Gesamtausgabe
Die Neue Tschaikowsky-Gesamtausgabe wurde 1993 von der Tschaikowsky-Gesellschaft e.V. Klin-Tübingen gegründet. Sie verfolgt das Ziel, sämtliche Werke des Komponisten Pjotr Iljitsch Tschaikowski im Druck herauszugeben.

## Inhalt und gegenwärtiger Stand
Die Ausgabe soll nach ihrer Fertigstellung 76 Bände in 9 Serien umfassen. Zusätzlich sind drei weitere Serien geplant:
- Serie 10: Skizzen und Entwürfe,
- Serie 11: Schriften, Tagebücher und Briefe,
- Serie 12: Tschaikowsky-Enzyklopädie.

Seit 1993 sind 5 Bände erschienen.